# Ołeksandriwka (hromada Kałanczak)
Ołeksandriwka (ukr. Олександрівка) – wieś na Ukrainie, w obwodzie chersońskim, w rejonie skadowskim, w hromadzie Kałanczak. W 2001 liczyła 1075 mieszkańców, spośród których 1025 wskazało jako ojczysty język ukraiński, 40 rosyjski, 5 mołdawski, 1 węgierski, 2 gagauski, a 2 inny.